# قرحة برازية
قرحة برازية (بالإنجليزية: Stercoral ulcer)‏ هي قرحة من القولون بسبب الضغط والتهيج الناجم عن الإمساك الشديد والمطول بسبب انسداد الأمعاء الغليظة. الأكثر شيوعا في المستقيم.
الأفراد الذين يعانون من هذا معرضون لخطر الثقب البرازي.